# Perai

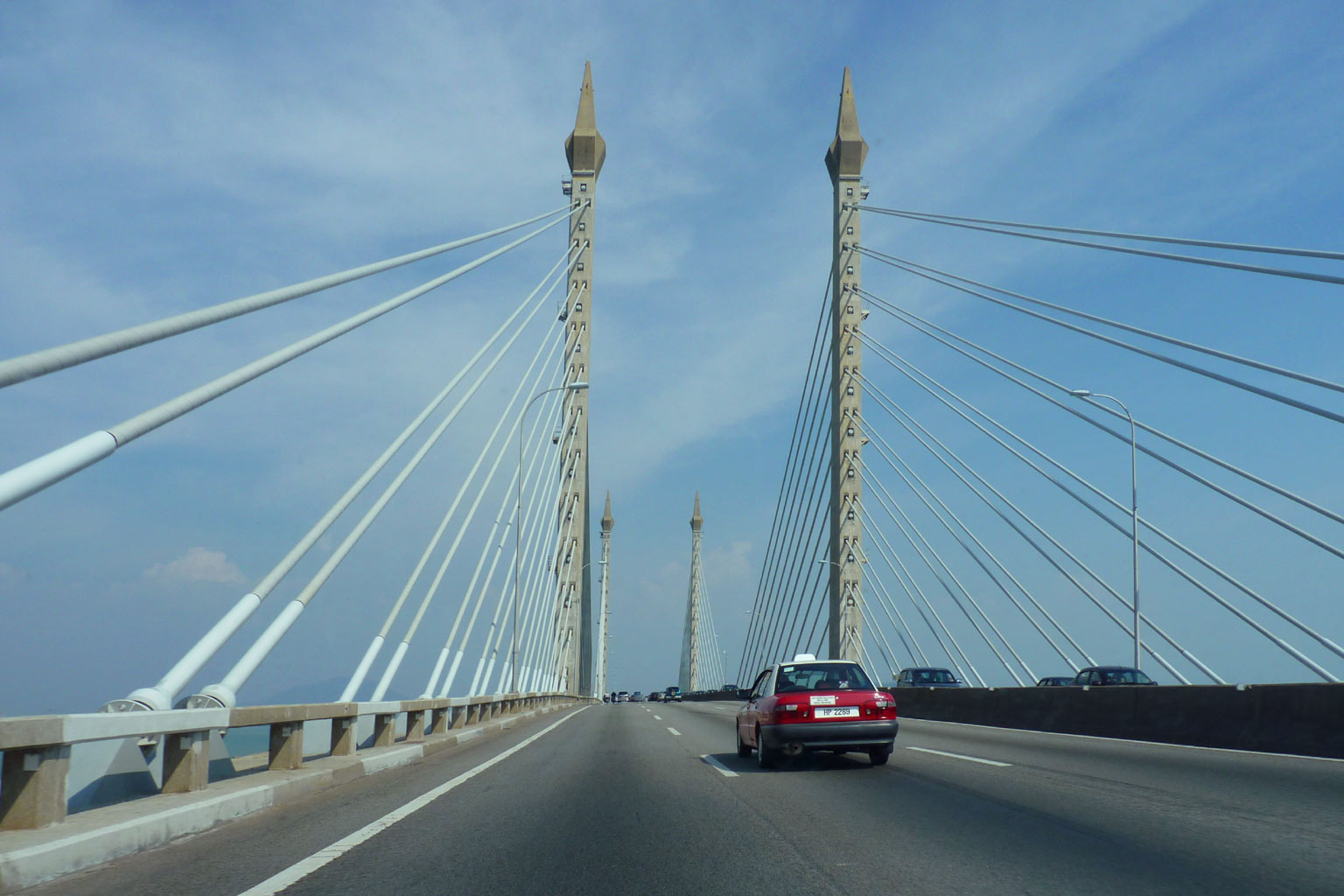
Penangbrug

Perai is een stad in de Maleisische deelstaat Penang, in het district Seberang Perai Tengah.
Perai telt 15.000 inwoners.